# Novi Pazar
För andra betydelser, se Novi Pazar (olika betydelser).
Novi Pazar (serbisk-kyrilliska: Нови Пазар, latin: Novi Pazar, turkiska: Yeni Pazar) är en stad och kommun i regionen Sandžak i Serbien. Novi Pazar är regionen Sandžaks inofficiella huvudstad. Staden hade 66 527 invånare och kommunen hade 100 140 invånare (2012). Muslimer utgör 95,5 procent av stadens invånare. 3,5 procent är ortodoxa serber.
Staden har ett viktigt EU-institut för medicinsk forskning och är sedan mars 2007 officiellt centrum för det islamiska samfundet i Serbien.
Novi Pazar var fram till 1913 huvudstad i ett turkiskt sandjak med samma namn, vilket genom freden i Bukarest delades mellan Serbien och Montenegro och under första världskriget var ockuperat av Österrike-Ungern. Åren 1878–1908 var Novi Pazar enligt Berlinkongressens beslut ockuperat av österrikiska trupper, något som upphörde i samband med att Österrike-Ungern annekterade Bosnien-Hercegovina.

## Geografi
Novi Pazar är beläget i sydvästra Serbien och är det starkaste ekonomiska centret i regionen Sandžak men även ett kulturellt centrum för hela regionen. Under osmanska riket, då turkarna dominerade sydöstra Europa, var Novi Pazar huvudstad. Även drygt 200 år efter turkarnas dominans har staden många turkiska vanor, bland annat inom mat. Majoriteten av befolkningen konverterade till islam efter turkarnas erövring av den gamla serbiska regionen Raška som staden ligger i. Staden ligger vid dalarna Jošanica och Raška på en höjd av 496 meter över havet. Området upptar en area på 742 km². Staden är känd för sina historiska moskéer. Det finns i dag 75 moskéer i staden.